# 蜜月 (2022年の映画)
『蜜月』（みつげつ）は、2022年に公開が予定されていた日本映画。R15+指定。3月25日に公開予定だったが、監督の榊英雄の性加害問題を受けて公開中止となった。また、これに伴って榊が代表を務めるファミリーツリーも、本作の製作委員会から退会した。

## キャスト
- 美月：佐津川愛美
- 加納五十鈴：筒井真理子
- 加納靖男：板尾創路
- 加納伊織：濱田龍臣
- 香澄：森田想
- 高橋哲郎：永瀬正敏

## スタッフ
- 監督：榊英雄
- 脚本：港岳彦
- 音楽：和（IZUMI）
- 製作：狩野隆也、森田篤、川村英己
- エグゼクティブプロデューサー：松岡雄浩
- プロデューサー：松岡達矢、加藤毅、楠智晴
- 撮影：早坂伸（J.S.C.）
- 照明：藤田貴路
- 録音：西條博介
- 美術：Yang仁榮
- 編集：清野英樹
- 衣装：松下麗子
- ヘアメイク：木戸出香
- 助監督：角田恭弥
- 制作担当：長島紗知
- ラインプロデューサー：三好保洋
- 配給：アークエンタテインメント
- 制作プロダクション：UNITED PRODUCTIONS
- 製作：「蜜月」製作委員会（メ〜テレ、UNITED PRODUCTIONS、アークエンタテインメント）